# Liaoning Tieren Football Club
El Liaoning Tieren Football Club (en chino simplificado, 辽宁铁人足球俱乐部; pinyin, Liáoníng Tiěrén Zúqiú Jùlèbù; literalmente, ‘Liaoning Iron Men F.C.’) es un equipo de fútbol de China que juega en la Primera Liga China, la segunda división de fútbol del país.

## Historia

### Fundación y primeros años
El Shenyang City Football Club fue fundado el 11 de junio de 2015 en la ciudad de Shenyang por el exjugador Zhuang Yi, utilizando principalmente jugadores del Shenyang Zhongze FC, equipo que se había disuelto el 27 de febrero de 2015. Entre estos jugadores se encontraban antiguos miembros del Liaozhu como Qu Xiaohui, Cui Kai y Zhang Xiaoyu, así como Jiang Yu del Chengdu Sheffield United (quien había estado a prueba en el Everton) y otros exjugadores del Shenyang Zhongze como Dai Qinhua, Tian Yinong y Liu Le.
El equipo comenzó participando en la Liga China de Campeones de 2015, donde ganó el Campeonato de la Región de Shenyang y quedó segundo tras los Dalian Tornadoes en la final de la región noreste. En la fase final nacional, el equipo logró dos victorias y tres empates, terminando cuarto en la clasificación general y asegurando su ascenso a la China League Two para la temporada siguiente.

### Etapa en la China League Two (2016-2019)
En 2016, el equipo, ya conocido como Shenyang Urban, terminó tercero en la División Norte de la League Two y llegó a los playoffs, pero fue eliminado en primera ronda por el Lijiang Jiayunhao. En la Copa, después de eliminar al Jiangxi Liansheng, fueron eliminados por el Shanghai Shenxin en la segunda ronda tras empatar 1-1 y perder 1-4 en penaltis.
En 2017, el equipo terminó sexto en la División Norte y decimosegundo en la clasificación general de la League Two. En la Copa, fue eliminado por el Yinchuan Helanshan en primera ronda.
El 2018 fue un año de gran inversión, con aproximadamente 80 millones de yuanes destinados a reforzar el equipo. Se contrató a Wang Bo como entrenador principal y se incorporaron exjugadores de la Superliga de China como Xu Bo y Quan Lei. El equipo comenzó la temporada con una impresionante racha de nueve victorias consecutivas, pero posteriormente sufrió un bajón de rendimiento que llevó a cambios en el cuerpo técnico. Finalmente, terminaron terceros en la División Norte, pero fueron eliminados en primera ronda de los playoffs por el Nantong Zhiyun. Sin embargo, destacaron en la Copa, donde llegaron a octavos de final tras eliminar a equipos como Baotou Nanyao, Yanbian Funde y Henan Jianye, siendo finalmente derrotados por el Guangzhou R&F, lo que les valió el "Premio Dark Horse" de la competición. Durante esta temporada, el 12 de mayo de 2018, el propietario Zhuang Yi se convirtió en el jugador de mayor edad en aparecer en el fútbol profesional chino, con 44 años y 305 días, récord que batió nuevamente el 3 de junio marcando un penalti a los 44 años y 327 días.
En 2019, el club invirtió 30 millones de yuanes y tras reforzar el equipo, dominó la División Norte con una racha de 14 victorias consecutivas y logró el ascenso directo a la China League One. En la final de la League Two, el Shenyang Urban derrotó al Chengdu Better City por un global de 4-1, proclamándose campeón de la competición.

### Ascenso a la League One y cambio de nombre (2020-presente)
El 12 de marzo de 2020, el club cambió su nombre a Liaoning Shenyang City Football Club. El 25 de mayo, la Oficina Provincial de Deportes de Liaoning le concedió la bandera "Nuevo Liaoning" para "continuar el linaje" del Liaoning FC, aunque esta medida no fue reconocida por la mayoría de los aficionados ni por la CFA. En la temporada 2020, marcada por la pandemia, el equipo finalizó decimocuarto en la clasificación general.
En 2021, debido a la epidemia y la escasa presión del descenso, el club compitió sin jugadores extranjeros. El equipo enfrentó dificultades, incluyendo un período de 21 días sin entrenar debido a las medidas de prevención contra la epidemia. Terminaron en decimosexta posición con 7 victorias, 4 empates y 23 derrotas.
Para 2022, el club realizó una importante remodelación de la plantilla, incorporando jóvenes del equipo de reserva sub-21 y del equipo sub-18. Tras un difícil comienzo, el equipo cambió de entrenador, contratando a Duan Xin y reforzándose con jugadores como Xiao Zhi (ex internacional chino) y el serbio Dimitrov, lo que mejoró notablemente su rendimiento en la segunda vuelta.
En la temporada 2023, el equipo tuvo un inicio difícil pero mejoró tras incorporar a jugadores como Palacios, Li Shuai, Liu Xinyu y Li Xuebo. Finalizaron décimos con 8 victorias, 11 empates y 11 derrotas, asegurando la permanencia tres jornadas antes del final.
El 8 de enero de 2024, el club anunció que cambiaría su nombre a Liaoning Six Earths FC. Sin embargo, tras consultar con los aficionados, finalmente adoptó el nombre de Liaoning Tieren Football Club el 6 de febrero de 2024.
La temporada 2024 fue complicada, con cambios en el cuerpo técnico y resultados irregulares. El 4 de diciembre, Li Jinyu fue nombrado director general además de entrenador principal.
En enero de 2025, el club anunció la salida de varios jugadores, incluyendo João Carlos, Sabir Moussa, Han Tianlin y Lin Longchang, mientras que incorporó a otros como Pan Ximing, Gao Jiarun, Tian Yinong, Felipe y Guy Mbenza. El Liaoning Tieren se clasificó para disputar la temporada 2025 de la China League One.

## Palmarés
- Segunda Liga China: 1

2019

## Entrenadores
- Li Zheng (2015)
- Marek Zub (2016)
- Xiao Zhanbo (2017)
- Wang Bo (2018)
- Niu Hongli (2018)
- Wang Gang (2018)
- Yu Ming (2019–)

## Jugadores

### Plantilla

#### Altas y bajas 2020
| Altas                | Altas          | Altas              | Altas     | Altas        |
| Jugador              | Posición       | Procedencia        | Tipo      | Costo        |
| -------------------- | -------------- | ------------------ | --------- | ------------ |
| Islom Tukhtakhuzhaev | Defensa        | Lokomotiv Tashkent | Traspaso. | No revelado. |
| Juvhel Tsoumou       | Delantero      | Agente libre       | Libre.    | --           |
| Kim Sung-hwan        | Centrocampista | Port FC            | Traspaso. | No revelado. |

| Bajas   | Bajas    | Bajas       | Bajas | Bajas |
| Jugador | Posición | Procedencia | Tipo  | Costo |
| ------- | -------- | ----------- | ----- | ----- |